# Christian Müller (Apotheker)

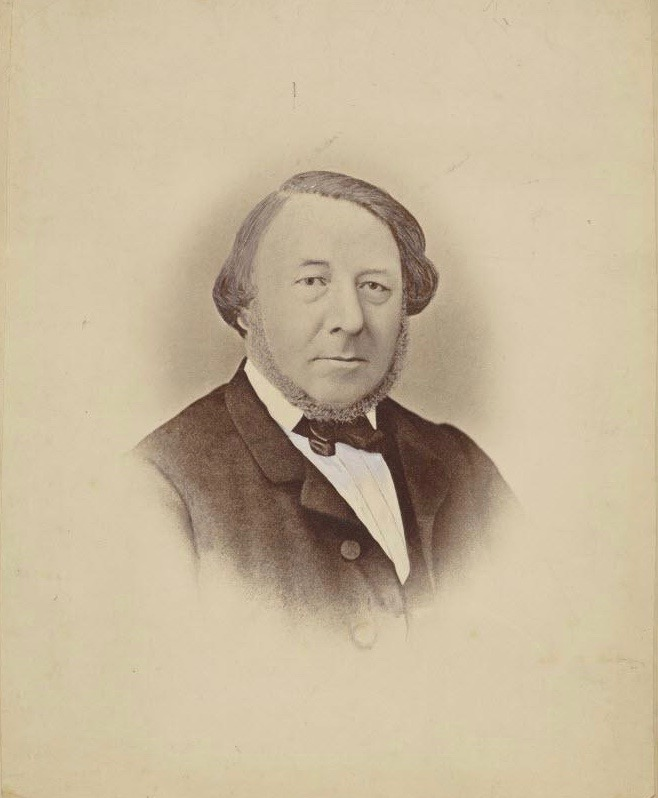
Porträt von Christian Müller (um 1850)

Christian Leonhard Müller (* 23. April 1816 in Dudenhofen im Grossherzogtum Hessen; † 16. Juni 1881 in Bern) war ein deutsch-schweizerischer Apotheker und Politiker.

## Leben

### Familie
Christian Müller war der Sohn von Adolf Johann Müller († 1829), einem Pfarrer, und dessen dritter Ehefrau Sophia-Friderika (geb. Graner).
Nach dem Tod seines Vaters zog seine Mutter mit den beiden noch minderjährigen Kindern nach Babenhausen, wo sie im Haus eines Onkels, des Apothekers Langrock, lebten. Dort wurde Cdhristian Müller in seiner Entscheidung, Apotheker zu werden, inspiriert und erhielt eine weitere Ausbildung in den alten Sprachen durch den Ortsgeistlichen, Gottfried Scriba (1783–1836).
Am 25. August 1846 heiratete er in Stuttgart Christiane Friederike Maria (* 19. April 1824 in Stuttgart; † 1892), die Tochter von Karl August Ludwig Rooschütz, Kaufmann in Nürtingen; gemeinsam hatten sie mehrere Kinder, unter anderem Karl Emil Müller (1856–1916), der die Apotheke nach seinem Tod weiter führte. Sein ältester Sohn war der spätere Pfarrer Ernst Müller.
Zu seinen Nachfahren zählten die Mediziner Max Müller und dessen Sohn Christian Müller.

### Werdegang
Seine Lehre als Apotheker absolvierte Christian Müller in Gelnhausen bei Hanau, bevor er mit dem Studium der Pharmazie an der Universität Gießen begann; während des Studiums hörte er die Vorlesungen bei Justus von Liebig und Friedrich Karl Ludwig Schödler (1813–1884).

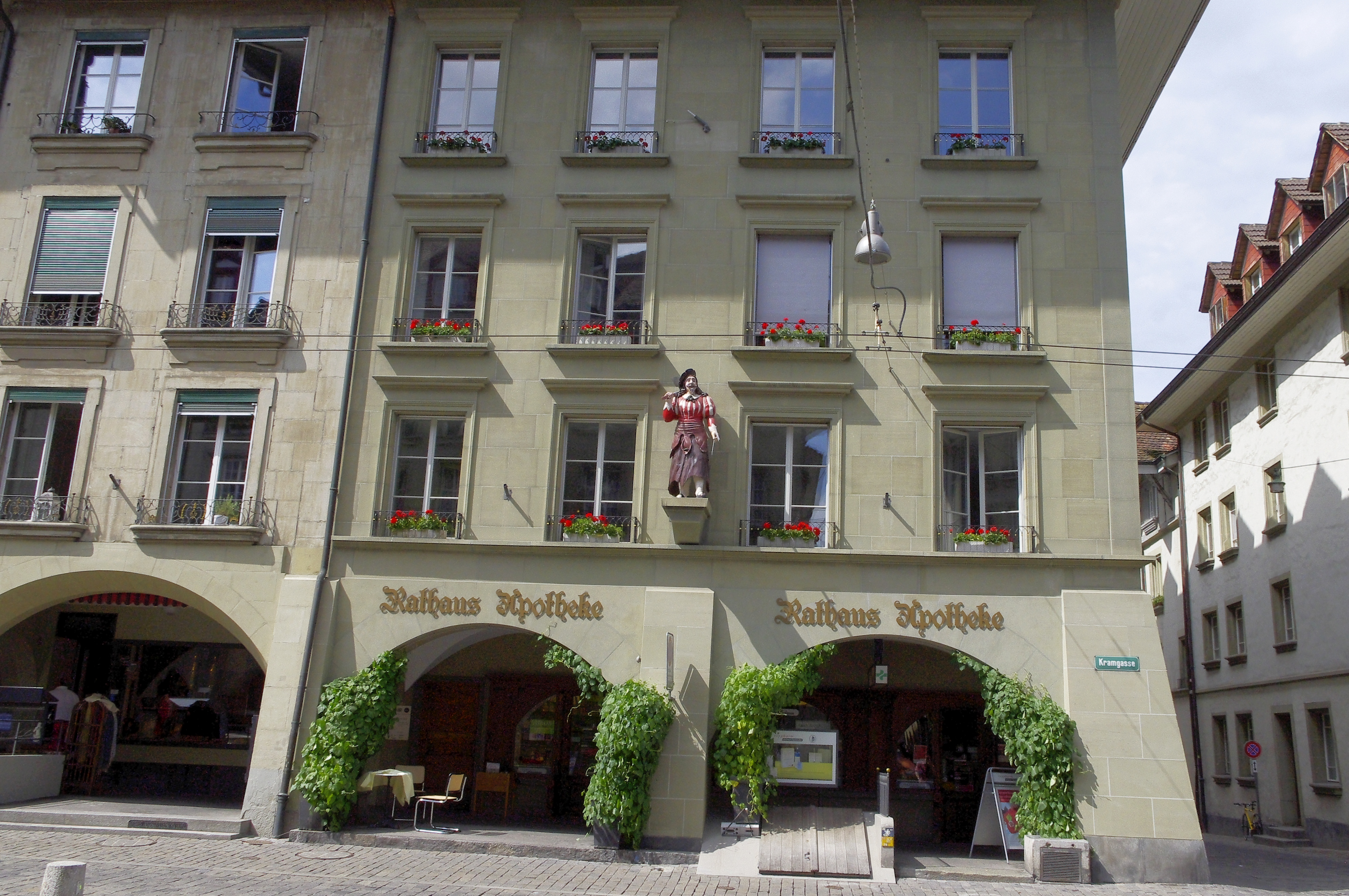
Rathausapotheke

Im Jahr 1838 zog er nach Bern, um in der Sueter'schen Apotheke zu arbeiten. Nach dem Abschluss seines bernischen Staatsexamens im Jahr 1841 pachtete er, gemeinsam mit Heinrich Stern, von den Brüdern Albrecht Rudolf und Siegmund August Fischer eine Apotheke in der Kramgasse 2 in Bern, die diese von der Witwe des Sohnes von Karl Friedrich Morell gekauft hatten.
Christian Müller war jedoch nicht bereit, sich nur auf die Praxis zu konzentrieren. In den 1840er und 1850er Jahren erlebte die Chemie, beeinflusst von Justus von Liebigs innovativen Ideen, eine Blütezeit. Um den wachsenden Bedürfnissen der Studierenden gerecht zu werden, begann Christian Müller, 1842 Privatkurse in organischer Chemie und verwandten Disziplinen anzubieten. Diese Kurse erfreuten sich grosser Beliebtheit und trugen zur Ausbildung vieler junger Ärzte und Apotheker bei.
Als Heinrich Stern sich 1843 in Biel niederliess, übernahm Christian Müller die Apotheke, das dazugehörige Gebäude und die Leitung der späteren Berner Rathaus-Apotheke, wo er seine Fähigkeiten als Apotheker und Chemiker weiter ausbauen konnte.
Im Jahr 1854 habilitierte sich Christian Müller an der Hochschule für Pharmazie und Toxikologie in Bern. Seine Vorlesungen über pharmazeutische Chemie und Pharmakognosie waren bekannt für ihre Klarheit und Lebhaftigkeit, was ihm grosse Anerkennung einbrachte. Besondere Beachtung fanden seine Vorträge über Leuchtgas, Kaffee, Tee und Wasser.
Gemeinsam mit seinem Schwager, Georg Albrecht Ludwig Rooschütz (1827–1879), betrieb er die Fabrikation künstlicher Mineralwasser. Nach dem Tod seines Schwagers führte dessen Sohn Hans Albert Rooschüz das Geschäft weiter.

### Wissenschaftliches Wirken
Christian Müller verfasste zahlreiche chemische und balneologische Arbeiten sowie Studien zu Lebensmittelfragen, die zur Verbesserung der öffentlichen Gesundheit beitrugen. Er wurde zu einem gefragten Berater für Molkereien und Käsereien. Er veröffentlichte zahlreiche Arbeiten zur chemischen Analyse von Milch. Zu seinen bekanntesten Werken zählen 1872 die Anleitung zur Prüfung der Kuhmilch und 1866 die Analyse der Heustrich-Schwefelquelle im Berner Oberland.
Seine innovativen Ansätze zur Milchprüfung verschafften ihm internationale Anerkennung, und er erhielt 1872 Auszeichnungen für seine Arbeiten auf der Molkereiausstellung in Wien und 1873 auf der schweizerischen landwirtschaftlichen Ausstellung in Weinfelden.

### Politisches Wirken
Christian Müllers Engagement ging über die Wissenschaft hinaus. Nach seiner Hochzeit wurde er bald darauf in die Gemeinschaft von Bern integriert. Nach dem Erwerb des Schweizer- und Berner Stadtbürgerrechts im Jahr 1856 wurde er in den Gemeinderat gewählt und diente in dieser Funktion bis zu seinem Rückzug im Jahr 1871; anschliessend war er im Grossen Stadtrat vertreten. Während seiner Amtszeit setzte Müller sich für zahlreiche infrastrukturelle Verbesserungen ein, darunter die Gasbeleuchtung, die Wasserversorgung und die Erneuerung der Kanalisation. Gemeinsam mit Apotheker Johann Samuel Friedrich Pagenstecher untersuchte er sämtliche Brunnen der Stadt und Umgebung.
Im Dezember 1860 übernahm die Gemeinde das örtliche Gaswerk von einer Aktiengesellschaft und setzte eine Kommission zur Verbesserung der Beleuchtung ein. Der Gemeinderat übertrug einstimmig das Präsidium dieser Kommission an Christian Müller; dieser leitete das Werk bis Ende 1869.
Als das bisher von einer Aktiengesellschaft betriebene Gaswerk im Dezember 1860 in die Hand der Gemeinde überging und zwecks Erstellung einer besseren Beleuchtung eine besondere Kommission eingesetzt wurde, legte der Gemeinderat das Präsidium derselben einstimmig in seine Hand und übertrug ihm die Oberleitung des ganzen Werks, das er dann auch bis Ende 1869 führte.
In den Jahren 1867 und 1868 war er Präsident der Spezialkommission, die eine neue Wasserversorgung einrichtete. Um einige Fragen der Abwasserentsorgung zu klären, reiste er nach Leipzig und Dresden, um sich über moderne Abwassersysteme zu informieren und stieg hierbei auch in die unterirdischen Kanäle, um diese zu inspizieren. Er veranlasste die Verlegung der Rohrleitungen durch die Stadt, die Erstellung eines Reservoirs, der Reinigungs- und Messbrunnenstuben, die Fassung und Zuleitung der Quellen, die Einrichtung von Hydranten und neuer öffentlicher Brunnen. Die Arbeiten wurden geleitet von Gasdirektor Alfred Rothenbach (1840–1920) und Ingenieur Robert Lauterburg (1816–1893).
Besonders erwähnenswert ist seine Rolle in der Sanitätskommission während eines Choleraausbruchs, wo er entscheidende Massnahmen zur Verbesserung der sanitären Bedingungen in Bern einleitete. Für seine Verdienste wurde ihm 1869 die Anerkennung der Gemeinde ausgesprochen.
Nachdem das Gas- und das Wasserwerk vereinigt worden war, erhielt er als Präsident die einheitliche Leitung der Gas- und Wasserkommission, wurde aber auf seinen Wunsch hin, nach einiger Zeit von dem Präsidium der Sanitätskommission entbunden, blieb jedoch deren Mitglied.
Er unterrichtete an der Kantonsschule und war aktiv in verschiedenen wissenschaftlichen und medizinischen Gesellschaften. In den letzten Jahren seines Lebens engagierte er sich besonders für die Aufdeckung von Lebensmittelfälschungen und betrügerischen Praktiken in der Lebensmittelindustrie.
Einige Jahrzehnte lang war er in der Direktion der Handwerkerschule und bis zu seinem Tod deren Präsident.

## Auszeichnungen und Ehrungen
Im Jahr 1859 wurde Christian Müller von der Universität Bern der Ehrendoktor verliehen, was seine herausragenden Beiträge zur Pharmazie und Chemie anerkennt.
Im Frühjahr 1878 wurde er durch den Bundesrat bei der Aufstellung der durch das Bundesgesetz über die Freizügigkeit der Medizinalpersonen geforderten Kommissionen zur Prüfung der Ärzte, Apotheker und Tierärzte an die Spitze der Prüfungskommission für die bernische Hochschule und zugleich in den leitenden Ausschuss der eidgenössischen Prüfungskommissionen berufen.

## Mitgliedschaften
Christian Müllers Engagement in der pharmazeutischen Gemeinschaft zeigte sich besonders in seiner Rolle als Präsident des Schweizer Apothekervereins von 1846 bis 1847. Er war zudem Mitglied des Pharmakopöe-Komitees und arbeitete 1865 an der ersten Ausgabe der Pharmacopoea Helvetica, die wichtige Standards für die Herstellung und Prüfung von Arzneimitteln festlegte.
Ein weiteres bemerkenswertes Kapitel in Christian Müllers Leben war die Gründung der Schweizer Pharmazeutischen Gesellschaft in Zürich im Jahr 1843, zusammen mit zwölf anderen Apothekern. Diese Gesellschaft spielte eine entscheidende Rolle in der Entwicklung der pharmazeutischen Praxis in der Schweiz und förderte den Austausch von Wissen unter den Fachleuten. Er war mehrere Jahre im Vorstand sowie als Mitredaktor der vom Verein gegründeten Zeitschrift tätig.
Im medizinisch-pharmazeutischen Bezirksverein, in der schweizerischen Ärztegesellschaft, in der Naturforschenden Gesellschaft und im schweizerischen Apothekerverein war er durch seine Vorträge sehr geschätzt; die beiden letztgenannten Vereine erhoben ihn auch zu ihrem Vorsitzenden.
Er wurde von der Société de pharmacie de Bruxelles als korrespondierendes Mitglied aufgenommen.

## Schriften (Auswahl)
- Anleitung zur Prüfung der Kuhmilch. Bern, 1857 (Digitalisat).
- Analyse der Heustrich-Schwefelquelle im Berner Oberland. Bern, 1866 (Digitalisat).
- Chemisch-physikalische Beschreibung der Thermen von Baden in der Schweiz (Canton Aargau). Baden, 1870 (Digitalisat).